# 1000-jährige Linde (Dorfmark-Bad Fallingbostel)

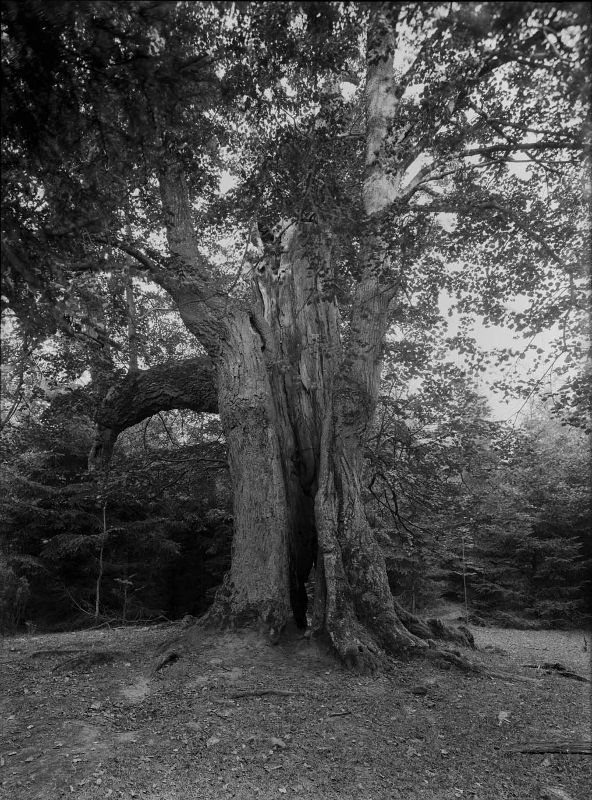
Sogenannte Tausendjährige Linde an der Böhme bei Hof Brook bei Dorfmark, 1927

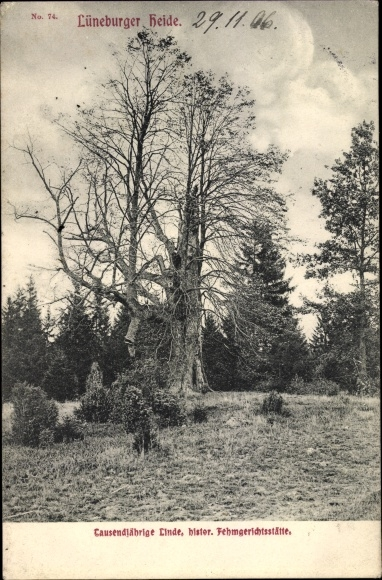
Um 1900: Postkarte mit dem Hinweis auf eine historische Fehmgerichts-Stätte;
Ansichtskarte Nr. 74, Georg Gronemann, um 1900

Die 1000-jährige Linde in Bad Fallingbostel, Ortsteil Dorfmark ist eine als Naturdenkmal unter Schutz gestellte Linde.

## Geschichte
Bereits um 1900 publizierte der in Walsrode tätige Fotograf und Verleger Georg Gronemann eine mit der Nummer 74 gekennzeichnete Ansichtskarte aus der Serie Lüneburger Heide, auf der er eine der ältesten Fotografien der 1000-jährigen Linde in unbekannter Auflage vervielfältigte. Den Untertitel „Tausendjährige Linde“ ergänzte er durch den Hinweis auf eine historische Fehmgerichts-Stätte.
In dem 1920 in fünfter Auflage erschienenen Wanderbuch durch die Lüneburger Heide und ihre Grenzgebiete war die „1000jährige Linde auf dem Hof Brock“ als eigenständige Sehenswürdigkeit im Böhmetal verzeichnet.
1927 fertigten der Ökologe Max Hugo Weigold gemeinsam mit dem Fotografen Wilhelm Pietzsch eine Dokumentarfotografie der Linde. Diese Ablichtung des Baumes ist heute Teil des Historischen Fotoarchivs der Naturkunde des Niedersächsischen Landesmuseums Hannover. Das Foto war mit den Angaben „Sog[enannte] 'Tausendjährige' Linde a[n] d[er] Böhme bei Hof Brook b[ei] Dorfmark“ versehen und wurde später mit einer Freien Lizenz über das Portal Kulturerbe Niedersachsen öffentlich zur Verfügung gestellt.

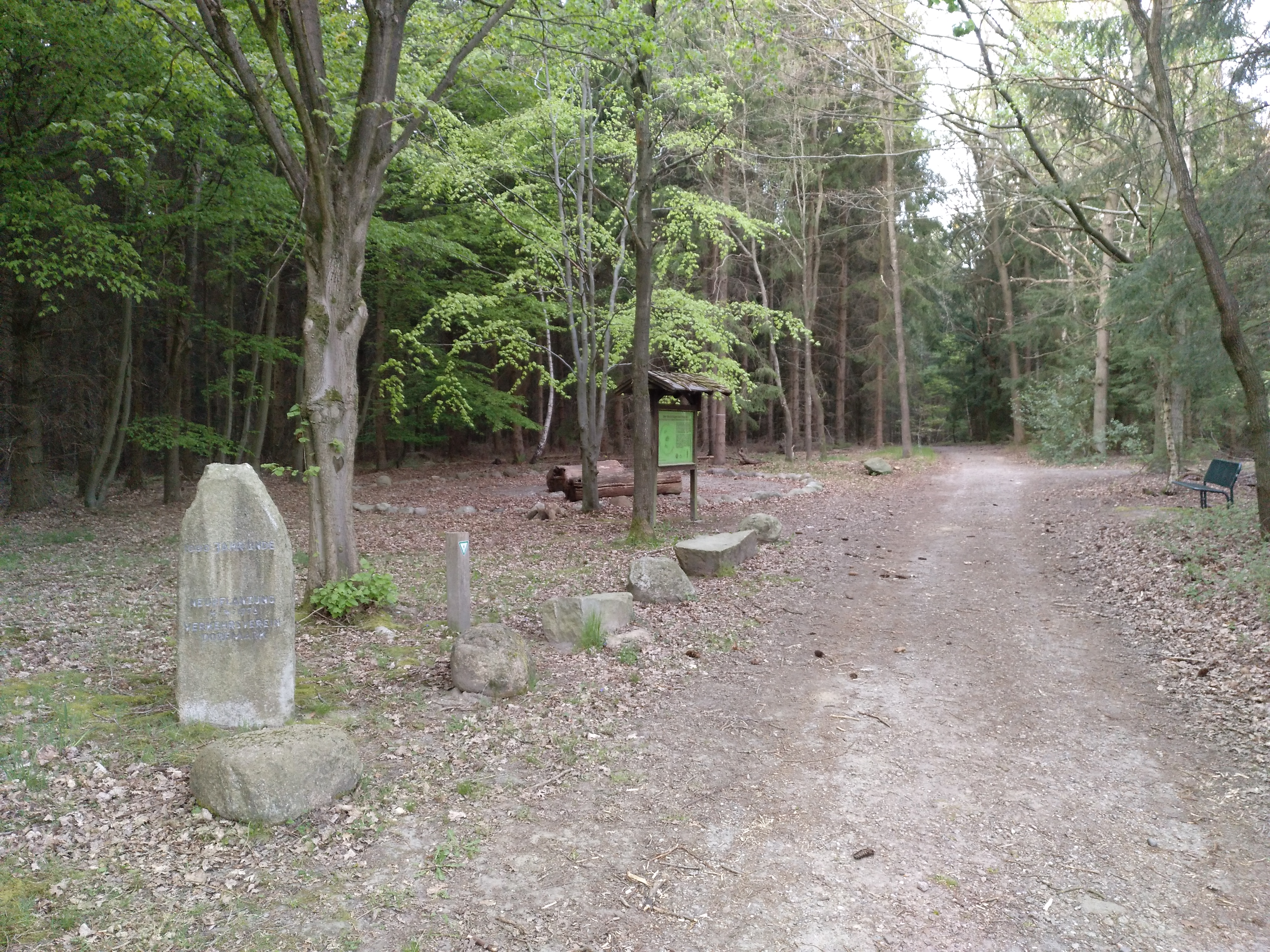
Gedenkstein vor der neugepflanzten 1000-jährigen Linde; im Hintergrund der Grabhügel von Vierde aus der Bronzezeit

Am 13. November 1972 fiel die Linde dem Orkan Quimburga zum Opfer. Die an dem alten Wanderweg zwischen Dorfmark und Bad Fallingbostel, dem Hirschgeweihweg gefallene Eiche wurde nur kurze Zeit später wurde durch den Verkehrsverein Dorfmark am 4. April 1974 durch eine Neupflanzung ersetzt. Vor der Nachfolge-Linde wurde durch den Verein eine im Boden befestigte Hinweistafel gesetzt, während eine kleinere Hinweistafel auch diese „1000jährige Linde“ als Naturdenkmal kennzeichnet.
Tatsächlich diente die historische Linde als Landmarke, die – wie andere alte Bäume mitunter auch – als Markierung für ein dort dann aufgefundenes Hügelgräberfeld des Ortes Vierde diente; dem aus der Bronzezeit stammenden Grabhügel von Vierde.